# 彦坂まなみ
彦坂 まなみ（ひこさか まなみ、1989年3月8日 - ）は、愛知県名古屋市出身のモデル、タレントである。
2017年3月31日に所属事務所ゴールデングースを退社以降、フリーランスで活動中。

## 人物
愛知県名古屋市出身、身長166cm。ファッションモデルとして活躍する。
これまでに、CM『中京銀行』、『株式会社トップ』、『東宝プラザ』などに出演。 
名古屋の深夜番組『ノブナガ』では、小倉優子卒業後の後任レギュラーを務め、全国区の知名度へ。 
過去には元所属事務所ゴールデングース内でのユニット、アイドルグループ「JPEG」として活躍。24時間テレビ愛は地球を救う等のイベントステージでもライブを披露していた。 
ファッションモデルのみならず、テレビタレント、CM出演、ファッションショーや、ラジオDJ、イベントMCと幅広く活動を行っている。 。
2020年12月25日にプロサッカー選手の小林裕紀と結婚

## 略歴
- 2015年より芸名を「彦坂真奈美」から「彦坂まなみ」に改名[1]。
- 2017年3月31日をもって所属事務所ゴールデングースを退社。

## 出演

### ラジオ
- ナガオカ×スクランブル（CBCラジオ、2014年4月1日 - 2015年3月24日）火曜日アシスタント
- 明日なる金山presents Brand New Vibeのアスナルトレジャー（エフエム愛知）
- 明日なる金山presents BRIDGET×アスナルトレジャー（エフエム愛知）
- Morning NEO -SUNNY-（Radio NEO、2016年7月5日 - 2017年9月26日）火曜日担当

### テレビ
- ノブナガ（CBCテレビ、2014年7月12日 - 2015年3月28日）
- 日曜なもんで!（テレビ愛知）
- 三人兄弟（メ〜テレ）
- 名古屋行き最終列車（メ〜テレ、2016年）
- エンジョイDIY（静岡朝日テレビ）
- アンタッチャブル柴田のあやしい忘年会2017 業界裏ニュース全部しゃべりました（テレビ愛知）